# Robin Demeijer
Robin Demeijer (Woerden, 5 april 1986) is een Nederlands voetballer. Hij speelde in de jeugd van Feyenoord en kwam voor enkele vertegenwoordigende jeugdelftallen van de KNVB uit. Na de jeugd van Feyenoord te hebben doorlopen tekende hij in de zomer van 2006 een contract bij FC Emmen. Op 29/9/2006 maakte hij zijn debuut in het Nederlandse betaalde voetbal tijdens Cambuur Leeuwarden tegen FC Emmen (0-2). Door een blessure speelde hij in het gehele seizoen slechts 10 wedstrijden. Na afloop van het seizoen verlengde hij zijn contract met nog eens 2 jaar.
| Seizoen   | Club          | Wedstrijden | Goals |
| --------- | ------------- | ----------- | ----- |
| 2006/2007 | FC Emmen      | 10          | 0     |
| 2007/2008 | FC Emmen      | 22          | 0     |
| 2008/2009 | FC Emmen      | 8           | 0     |
| 2009/2010 | WKE           |             |       |
| 2010/2011 | WKE           |             |       |
| 2011/2012 | WKE           | 20          | 1     |
| 2012/2013 | WKE           | 19          | 2     |
| 2013/2014 | WKE           | 23          | 8     |
| 2014/2015 | Sportlust '46 |             |       |